# Gramalla
Gramalla era el vestido largo de luto de la indumentaria romana, del tipo de las togas. Han quedado abundantes ejemplos en algunos sepulcros y otras obras de escultura del Bajo Imperio. 
El nombre de gramalla pasó a denominar la especie de sayo largo que usaban estando de facción los maceros y reyes de armas.